# Hradiště (Vinoř)
Vinoř je pravěké a raně středověké hradiště zaniklá ves v místě staršího osídlení jižně od Vinoře (na území Prahy). Nachází se v oboře vinořského zámku v místech s pomístním názvem Hradiště nebo Bažantice. Na místě hradiště stávala ve vrcholném středověku a novověku vesnice Hradiště.

## Historie
Raně středověké hradiště existovalo přibližně od poloviny desátého do dvanáctého století, ale lokalita byla osídlena i v předcházejících desetiletích. Vesnice, poprvé připomínaná roku 1396, stála na místě hradiště z mladší doby hradištní, jehož vysoký val na západní, severní a východní straně se dodnes zachoval a tzv. Malé hradiště na jižní straně plnilo patrně funkci předhradí. V roce 1542 je zmiňována také zdejší (osídlená) tvrz. V roce 1587 koupil ves Hradiště Bedřich Zápský ze Záp a spojil ji s Vinoří. Vinoř s Hradištěm přešla v roce 1626 do majetku Valdštejnů.

## Výzkum
Hradiště bylo v archeologické literatuře poprvé zmíněno roku 1868, ale podrobnější popis provedl až Jaroslav Kudrnáč v šedesátých letech 20. století. V osmdedesátých letech 20. století zde Julie Richterová pořídila detailní plán hradiště a také odebrala povrchové sběry. Studenti Ústavu pro archeologii FF UK provádějí soustavný průzkum místa – povrchové sběry, geofyzikální měření a archeologický odkryv.
Při archeologickém výzkumu v roce 2017 byl odkryt bohatě vybavený hrob třináctileté dívky, označované posléze jako vinořská princezna. Hrob pochází z doby okolo roku 900. Podle nalezených stříbrných a zlatých šperků, které odkazují na prostředí Velké Moravy, a další výbavy, dívka patřila k nejvyšším společenským vrstvám tehdejší společnosti. Podle antropologické analýzy měla dívka jednu nohu výrazně kratší. V její stravě převažovaly obiloviny a menší část tvořilo maso a ryby. Hrob byl umístěn v nároží halové stavby, jejíž délka dosahovala nejméně čtyřiceti metrů. V českém prostředí není podobná stavba známá, ale je možné, že ve Vinoři vznikla pod vlivem severského prostředí a sloužila jako ceremoniální nebo sněmovní prostor.
V roce 2022 se výzkum zaměřil na prostor předhradí, který byl intenzivně osídlen už v době halštatské. Tehdejší sídliště bylo opevněno příkopem.

## Stavební podoba
Dvoudílné raně středověké hradiště se nachází na pískovcové ostrožně chráněné ze tří stran strmými svahy. Vzniklo ve dvou etapách. Starší akropole měří tři hektary a přístupnou stranu z jihu chránil příkop a hradba dochovaná v podobě valu vysokého až 2,7 metru. Příkop před hradbou tzv. Velkého hradiště (akropole) byl čtrnáct metrů široký a přes tři metry hluboký. Za ním stála hradba s čelní zdí z nasucho kladených kamenů, propojená dřevěnou konstrukcí s téměř pět metrů širokým a přes tři metry vysokým zemním náspem. Zadní strana hradby se opírala o čtyřicet centimetrů silné dřevěné sloupy. Druhotně bylo k akropoli připojeno předhradí s rozlohou 0,7 hektaru, opevněné podobně mohutnou hradbou a příkopem.
Průlom ve valu akropole lze považovat za původní bránu. Druhý vstup do hradiště se pravděpodobně nacházel na severovýchodě, kde do údolí Vinořského potoka strmě klesá pěšina. Potok byl jediným zdrojem vody. Podle Vladimíra Daněčka celková délka valů měří 940 metrů a rozloha hradiště dosahuje 4,6 hektaru (3,7 hektaru akropole a 0,9 hektaru předhradí.
Na akropoli pravděpodobně stála kamenná církevní stavba. Nepřímo ji dokládají drobné nálezy jako jsou lidské kosti, opukové kameny, zlomek románské dlaždice, náhrobní kámen, geofyzikální měření a symbol kaple na některých starých mapách. Zdivo kostela bylo ve vrcholném středověku pravděpodobně využito ke stavbě tvrze, což vysvětluje absenci místního pískovcového stavebního kamene.

## Přístup
Přístup k hradišti je po žluté turistické značce ze Satalic nebo z Vinoře a také po cyklostezce A263. Okolo hradiště vede Naučná stezka Vinořský park a Satalická Bažantnice.